# Les Quatre Filles du docteur March (téléfilm)
Pour les articles homonymes, voir Les Quatre Filles du docteur March (homonymie).
Les Quatre Filles du docteur March (Little Women) est un téléfilm américain en deux parties de 100 minutes réalisé par David Lowell Rich, adapté du roman éponyme de Louisa May Alcott (1868), et diffusé les 2 et 3 octobre 1978 sur le réseau NBC. Une mini-série en quatre épisodes est ensuite diffusée du 8 février au 8 mars 1979, aussi sur NBC.
Au Québec, seulement le téléfilm en deux parties a été diffusé les 2 et 9 février 1981 à la Télévision de Radio-Canada dans Télé-Sélection. Il a aussi été diffusé en France à partir du 29 mars 1980 sur France 3 et en Suisse sur TSR1.

## Synopsis
L'histoire se déroule aux États-Unis, pendant la guerre de Sécession. À Concord dans le Massachusetts, le docteur March est parti pour le front, laissant à la maison sa femme et ses quatre filles : Margaret (surnommée Meg), mature et raisonnable ; Joséphine (surnommée Jo), le garçon manqué de la famille, est passionnée de lecture et souhaite devenir écrivain ; Elisabeth (surnommée Beth ou Betty), douce, timide et de santé fragile, est la pianiste de la famille ; Amy, coquette et orgueilleuse, adore dessiner et peindre et est l'artiste de la famille.
Elles se lient d'amitié avec leur voisin Théodore Lawrence, surnommé Laurie, en particulier Jo. Le jeune homme vit avec son grand-père M. James Lawrence. Le jeune homme désire être pianiste, mais son grand-père lui interdit de jouer du piano, car la mère de Laurie avait épousé un pianiste, au grand dam du vieil homme, qui espère voir son petit-fils différent de son père, au moins au point de vue de la musique. Cependant, peu après Noël, il invite Beth à venir jouer du piano chez lui, car elle ne dispose que d'un vieux piano désaccordé chez elle. Bien que très mal à l'aise devant le vieux monsieur, la jeune fille accepte et lui tricote des chaussons pour le remercier de sa gentillesse. Le jour où elle se décide enfin à venir jouer chez lui, il fait irruption dans le salon, croyant que c'est Laurie qui joue. Terrorisée, Beth bafouille des excuses maladroites et s'enfuit.
Entre-temps, Jo et Amy se disputent, car Jo refuse de laisser Amy l'accompagner au théâtre. Pour se venger, Amy brûle un cahier que sa sœur écrivait, dans l'espoir de le faire publier. Le lendemain, un splendide piano arrive pour Beth, de la part de M. Lawrence, pour la remercier de ses chaussons. Folle de joie, la jeune fille court remercier le vieux monsieur. Au même moment, Jo découvre son manuscrit brûlé ; furieuse, elle manque de gifler Amy sans l'intervention de sa mère et déclare qu'elle ne lui pardonnera jamais. Mme March tente de raisonner sa fille, lui expliquant que son refus de pardonner lui coûtera plus cher que la perte de son livre, mais la jeune fille reste de marbre. Le lendemain, Jo part faire du patin à glace avec Laurie. Amy les suit, et, n'ayant pas entendu le conseil de Laurie de rester sur les bords du lac, tombe dans la rivière, mais est sauvée de justesse par Jo et Laurie. De retour à la maison, Jo culpabilise de n'avoir pas prévenu sa sœur du danger et promet, en pleurant, de ne plus jamais se laisser emporter et de tâcher de se corriger de son caractère.
Deux ans plus tard, Jo parvient enfin à faire publier dans le journal une de ses nouvelles, et Meg tombe progressivement amoureuse du précepteur de Laurie, M. Brooke. Un jour, le docteur March tombe gravement malade. Mme March est forcée de se rendre à son chevet, à l'hôpital de Washington. Pour lui permettre de payer son billet de train, Jo se fait couper les cheveux et les vend. En l'absence de Mme March, Beth contracte la scarlatine pour s'être occupée d'une famille dans la misère. Mme March rentre aussitôt à la maison ; Beth guérit, mais sa santé reste affaiblie. Le jour de son anniversaire, le docteur March rentre à la maison. Quelques jours plus tard, Meg et M. Brooke se marient.
Quelques années plus tard, Meg et M. Brooke ont eu plusieurs enfants. Amy a été choisie plutôt que Jo pour faire une tournée européenne avec tante March. Laurie est diplômé de l'université, et Jo se rend progressivement compte qu'il est amoureux d'elle. Souhaitant mettre un peu de distance entre eux deux, elle passe six mois avec une amie de sa mère qui tient une pension à New York, servant de gouvernante pour ses deux enfants. Jo prend des cours d'allemand avec un autre pensionnaire, le professeur Bhaer. Pour gagner de l'argent supplémentaire, Jo écrit anonymement des histoires d'amour pour des journaux. 
Quand Jo rentre chez elle, Laurie lui demande sa main. La jeune femme refuse, car elle l'aime comme un frère et est incapable de l'aimer de manière romantique. Laurie voyage en Europe avec son grand-père pour échapper à son chagrin. Laurie rencontre Amy en Europe, et tombe lentement amoureux d'elle. Elle n'est pas impressionnée par l'attitude sans but, oisive et désespérée qu'il a adoptée depuis qu'il a été rejeté par Jo, et l'inspire à trouver son but et à faire quelque chose de valable de sa vie. 
Mais à la maison, la santé de Beth s'est sérieusement détériorée. Elle a beau s'être remise de la scarlatine, son organisme est définitivement affaibli, ce qui la rend beaucoup plus vulnérable. Jo consacre son temps aux soins de sa sœur, qui meurt quelques jours plus tard. Avec la nouvelle de la mort de Beth, Amy et Laurie se consolent et leur romance grandit. Ils se marient avant de rentrer en Amérique.
Le professeur Bhaer est dans le Massachusetts pour affaires et visite quotidiennement les March pendant deux semaines. Le dernier jour, il propose sa main à Jo et tous deux se fiancent. Une année passe ; tante March décède et laisse son domaine à Jo qui épouse le professeur Bhaer et transforme la maison en école pour garçons. Ils ont eux-mêmes deux fils, et Amy et Laurie ont une fille. Une seule ombre planera désormais sur la famille : la mort de la charitable Beth, que Jo qualifiait comme "la bonté et la droiture personnifiée".

## Fiche technique
- Titre : Les Quatre Filles du docteur March
- Titre original : Little Women
- Réalisation : David Lowell Rich
- Musique : Elmer Bernstein
- Photographie : Joseph F. Biroc
- Production : David Victor
- Pays d'origine :  États-Unis
- Langue : anglais
- Genre : Mini-série
- Durée : 200 minutes
- Date de sortie : 1978

## Distribution
- Susan Dey (VF : Catherine Lafond) : Josephine « Jo » March
- Dorothy McGuire (VF : Claire Guibert) : Abigail « Marmee » March
- Meredith Baxter (VF : Claude Chantal) : Margareth « Meg » March
- Ann Dusenberry (VF : Isabelle Ganz) : Amy March
- Eve Plumb (VF : Françoise Dorner) : Elizabeth « Beth » March
- Greer Garson (VF : Paule Emanuele) : Tante Kathryn March
- Robert Young (VF : Jean-Henri Chambois) : James Lawrence
- Richard Gilliland (VF : José Luccioni) : Theodore « Laurie » Lawrence
- Cliff Potts (VF : Yves-Marie Maurin) : John Brooke
- William Shatner (VF : Francis Lax) : Professeur Friedrich Bhaer

## Série régulière
La mini-série a donné lieu à une série régulière diffusée le jeudi soir sur NBC du 8 février au 8 mars 1979 et réalisée par Gordon Hessler, Philip Leacock, John Newland et Leo Penn.
Voici la liste des épisodes :
1. Winter Solace (8 février 1979)
2. Little Box of Haunts (15 février 1979)
3. Anniversary (22 février 1979)
4. If You Can't Forget, Forgive a Little (8 mars 1979)

Pour la série régulière, les rôles de Jo, Meg, tante Kathryn et Friedrich Bhaer ont été remplacés respectivement par Susan Dey, Susan Walden (en), Mildred Natwick et William Shatner.